# اریک کاراپتیان
اریک کاراپتیان (ارمنی: Էրիկ Հարությունյան؛ با نام هنری اریک؛ زادهٔ ۵ ژوئن ۱۹۸۸) یک خواننده و ترانه‌سرا اهل ارمنستان است. وی از سال ۲۰۱۰ میلادی تاکنون مشغول فعالیت بوده‌است. اریک نماینده ارمنستان در رقابت بین‌المللی اجراکنندگان جوان تحت عنوان «موج نو» (به روسی: Новая волна) بود. در سال ۲۰۱۶ وی یکی از اعضای هیئت داوران ایکس فاکتور ارمنیان بود.

## گزیده فیلمشناسی
از فیلم و مجموعه‌هایی که وی در آن نقش آفرینی کرده‌است می‌توان به فول هاوس اشاره کرد.

## جوایز و دستاوردها
| سال  | جایزه                       | رده                  | شهر      | نتیجه |
| ---- | --------------------------- | -------------------- | -------- | ----- |
| ۲۰۰۶ | Yntsa Awards                | جایزه بزرگ           | ایروان   | برنده |
| ۲۰۱۱ | New Wave                    | انتخاب بینندگان      | Jūrmala  | برنده |
| ۲۰۱۲ | Armenian National Awards    | بهترین خواننده سال   | ایروان   | برنده |
| ۲۰۱۵ | Armenian Pulse Music Awards | بهترین ترانه پاپ     | ایروان   | برنده |
| ۲۰۱۶ | جوایز سرگرمی پان‌ارمنیان     | بهترین خواننده کنسرت | لس آنجلس | برنده |